# Premio Rómulo Gallegos

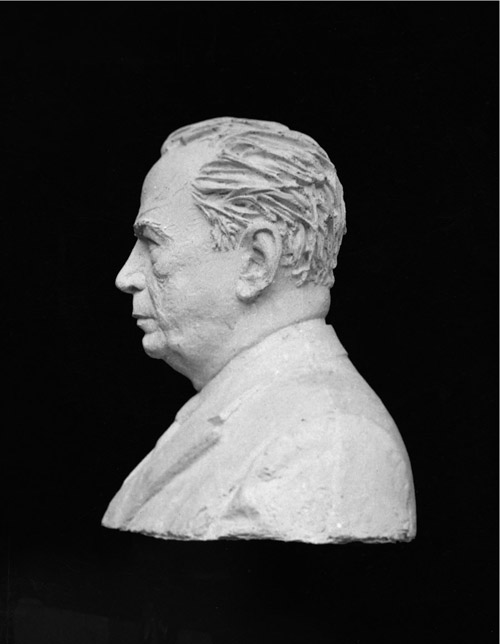
Popiersie Rómulo Gallegosa wykonane przez włoskiego rzeźbiarza José Pizzo, 1948

Premio Internacional de Novela Rómulo Gallegos – nagroda literacka ustanowiona (dekretem z 6 sierpnia 1964) przez prezydenta Wenezueli Raúla Leoniego.
Patronem nagrody jest wenezuelski pisarz i polityk Rómulo Gallegos, a pierwszy raz przyznano ją w 1967. Premio Rómulo Gallegos wyróżnia się najlepszą hiszpańskojęzyczną powieść z danego okresu. Przez ponad dwie dekady otrzymać mógł ją jedynie pisarz pochodzący z Ameryki Południowej, od lat 90. przyznawana jest także Hiszpanom.

## Laureaci
- 1967 – Mario Vargas Llosa (Peru), Zielony dom (La casa verde)
- 1972 – Gabriel García Márquez (Kolumbia), Sto lat samotności (Cien años de soledad)
- 1977 – Carlos Fuentes (Meksyk), Terra Nostra (Terra Nostra)
- 1982 – Fernando del Paso (Meksyk), Palinuro de México
- 1987 – Abel Posse(inne języki) (Argentyna), Los perros del paraíso
- 1989 – Manuel Mejía Vallejo(inne języki) (Kolumbia), La casa de las dos palmas
- 1991 – Arturo Uslar Pietri (Wenezuela), La visita en el tiempo
- 1993 – Mempo Giardinelli (Argentyna), Santo oficio de la memoria
- 1995 – Javier Marías (Hiszpania), Jutro, w czas bitwy, o mnie myśl (Mañana en la batalla piensa en mí)
- 1997 – Ángeles Mastretta(inne języki) (Meksyk), Mal de amores
- 1999 – Roberto Bolaño (Chile), Los detectives salvajes
- 2001 – Enrique Vila-Matas (Hiszpania), El viaje vertical
- 2003 – Fernando Vallejo (Kolumbia), El desbarrancadero
- 2005 – Isaac Rosa(inne języki) (Hiszpania), El vano ayer
- 2007 – Elena Poniatowska (Meksyk), El tren pasa primero
- 2009 – William Ospina(inne języki) (Kolumbia), El país de la canela
- 2011 – Ricardo Piglia (Argentyna), Blanco nocturno
- 2013 – Eduardo Lalo(inne języki) (Portoryko), Simone
- 2015 – Pablo Montoya(inne języki) (Kolumbia), Tríptico de la infamia
- 2020 – Perla Suez (Argentyna), El país del diablo[1]